# Leo Lafaiali'i
Pas d'image ? Cliquez ici

a Compétitions nationales et continentales officielles uniquement.

b Matchs officiels uniquement.
Dernière mise à jour le 12 avril 2017.
 Leo Lafaiali'i  est né le 30 janvier 1974 à Auckland. C’est un joueur de rugby à XV, ayant joué avec l'équipe des Samoa et l'Aviron bayonnais, évoluant au poste de deuxième ligne ou troisième ligne aile (1,96 m pour 110 kg).

## Carrière

### En club
Il a joué trente matchs de Super 12 avec les Blues. Ensuite, en 2001, il est parti jouer au Japon.
En 2005-06, il a joué quatre matchs de Challenge européen avec Bayonne.

### En équipe nationale
Il a eu sa première cape internationale en 2001, à l’occasion d’un match contre l'équipe des Tonga.
Il a participé à la coupe du monde 2003 (4 matchs) et la Coupe du monde 2007 (2 matchs) .

## Palmarès
- 52 matchs avec Auckland en championnat NPC
- 30 matchs de Super 12 avec les Blues
- 17 sélections avec l'équipe des Samoa